# Sebaea macrophylla
Sebaea macrophylla är en gentianaväxtart som beskrevs av Ernest Friedrich Gilg. Sebaea macrophylla ingår i släktet Sebaea och familjen gentianaväxter. Inga underarter finns listade i Catalogue of Life.